# Brian Chippendale
Brian Albert Chippendale (* 29. Oktober 1964 in Bradford) ist ein ehemaliger englischer Fußballspieler.

## Karriere
Chippendale gehörte Anfang der 1980er Jahre als Trainee (dt. Auszubildender) Bradford City an, erhielt aber in der Folge keinen Profivertrag und schloss sich im Herbst 1983 dem Viertligisten York City an. Dort kam er unter Trainer Denis Smith in der Spielzeit 1983/84 zu vier Einsätzen als Einwechselspieler, als dem Klub als Meister der Aufstieg in die Third Division gelang. Auch in der folgenden Saison 1984/85 wurde Chippendale nur sporadisch aufgeboten, bei seinem Startelfdebüt in einer Ligapokalpartie gegen den Erstligisten Queens Park Rangers (Endstand 1:4) erzielte er den Ehrentreffer seines Teams, zugleich sein einziges Tor im Profibereich. Zwischenzeitlich am Jahresende 1984 an den Viertligisten Halifax Town verliehen (zwei Ligaeinsätze), kam er bei York in Konkurrenz zu Sean Haslegrave, Malcolm Crosby, Derek Hood, Gary Ford und Alan Pearce bis Saisonende zu je vier Liga- und Pokalauftritten, bevor sein Vertrag im Sommer 1985 auslief.
Zu Beginn der Saison 1985/86 gehörte er auf vertragsloser Basis dem Viertligisten FC Burnley an, nach acht unspektakulären Auftritten endete seine dortige Zugehörigkeit bereits Anfang Oktober. Letztmals am 5. Oktober gegen Chester City (Endstand 0:4) aufgeboten, spielte er bereits eine Woche später, ebenfalls auf vertragsloser Basis, beim Ligakonkurrenten Preston North End. Während er auf Seiten Burnleys gegen Preston weniger als einen Monat zuvor noch in der Liga gespielt hatte, hieß am 12. Oktober sein erster Gegner im Trikot Prestons erneut Chester City, wiederum stand am Spielende in eine deutliche Niederlage (3:6). Nach sechs sieglosen Einsätzen endete auch das dortige Kapitel bereits im November 1985 und zugleich seine Laufbahn in der Football League. Chippendale war fußballerisch in der Folge in der Northern Counties East League aktiv, zunächst bei Farsley Celtic und später beim AFC Thackley.
Nach seiner Fußballerlaufbahn wurde Chippendale in Driffield sesshaft und verdient seinen Lebensunterhalt als Finanzberater in der Immobilien- und Versicherungsbranche. Zudem war er im Nachwuchsbereich von Hull City als Trainer tätig.